# TENSE
《TENSE》는 그룹 동방신기의 일곱번째 정규 앨범이다. 동시에 데뷔 10주년을 기념하는 앨범이기도 한 이 음반의 제목인 TENSE는 '긴장된, 신경이 날카로운'이라는 사전적 의미와 10주년을 뜻하는 "10th"의 중의적 단어로 동방신기의 지난 역사와 10년간 정상의 자리를 지키며 활동해온 동방신기의 열정과 포부를 담았다. 타이틀곡인 《Something》은 1집부터 줄곧 동방신기와 호흡을 맞춰왔던 유영진과 그의 동생인 유한진이 공동으로 작곡을 맡았으며 빅밴드 콘셉트를 내세워 그간 SMP 장르를 기반으로 선보여왔던 동방신기의 기존 타이틀곡들과는 다른 스타일의 매력을 엿볼 수 있다.

## 프로모션
동방신기가 데뷔 만 10주년을 맞이했던 2013년 12월 26일, 지상파 3사를 통해 7집 티저 광고를 방영하여 앨범 홍보에 총력을 가하였으며 음원 공개와 음반 발매에 앞서 2014년 1월 1일, 유튜브 SMTOWN 공식 채널을 통해 뮤직비디오를 선공개하였다. 2일 뒤인 1월 3일, KBS 뮤직뱅크를 통해 공식적인 음반 활동에 나섰으며 음반, 음원은 1월 6일 온·오프라인을 통해 발매되었다.

## 앨범 구성
- 일반판 : 전작인 《Catch Me》와 동일하게 일반판이 "빨간색"과 "검은색" 두 종류로 커버되어 있다.
- 리패키지 : 트럼프 모양의 앨범 패키지로 디자인되어 있다. 별도의 자켓 사진은 수록되어 있지 않으며, 트럼프 포토카드 53장을 통해 동방신기의 10년사를 담아냈다.

## 트랙리스트

### 일반판
| #            | 제목                                   | 작사           | 작곡                                                      | 편곡                                     | 재생 시간 |
| ------------ | -------------------------------------- | -------------- | --------------------------------------------------------- | ---------------------------------------- | --------- |
| 1.           | 〈Ten (10 Years)〉                     | 유영진         | 유영진                                                    | 유영진                                   | 3:12      |
| 2.           | 〈Something〉                          | 유영진         | 유영진, 유한진                                            | 유한진                                   | 4:01      |
| 3.           | 〈너의 남자 (Your Man)〉               | 켄지           | 켄지, 김정배                                              | 켄지                                     | 3:07      |
| 4.           | 〈오늘밤 (Moonlight Fantasy)〉         | 전간디         | Coach & Sendo, Alexander Holmgren                         | Coach & Sendo, Alexander Holmgren        | 3:35      |
| 5.           | 〈그 대신 내가 (Beside)〉              | JQ             | Ricky Hanley, Albi Albertsson, Stephan Elfgren            | Mussashi                                 | 3:45      |
| 6.           | 〈Double Trouble〉                     | 김부민         | Hitchhiker                                                | Hitchhiker                               | 3:44      |
| 7.           | 〈Off-Road〉                           | 서지음         | Adam Nierow, Marc Joseph, Peter Habib, Yaroslav Vynnytsky | Mr. Fantastic, Mysto & Pizzi             | 3:32      |
| 8.           | 〈갈증 (Smoky Heart)〉                 | 서지음         | Brian Kennedy, Dewain Whitmore                            | Brian Kennedy, Dewain Whitmore           | 3:33      |
| 9.           | 〈Love Again〉                         | 장연정         | 김태성, 앤드류 최, Sky Beatz                              | Sky Beatz                                | 3:52      |
| 10.          | 〈뒷모습 (Steppin')〉                  | 전간디         | 임광욱, Andrew Jackson, Martin Hedegaard                  | 임광욱, Andrew Jackson, Martin Hedegaard | 3:11      |
| 11.          | 〈Rise...〉                            | 최강창민       | Jarkko Ehnqvist, Pessi Levanto, Martin Mulholland, Deez   | 이재명                                   | 4:40      |
| 12.          | 〈항상 곁에 있을게 (Always With You)〉 | 황현, 신아녜스 | 황현                                                      | 황현                                     | 3:55      |
| 총 재생 시간 | 총 재생 시간                           | 총 재생 시간   | 총 재생 시간                                              | 총 재생 시간                             | 44:07     |

### 리패키지
| #            | 제목                                                 | 작사             | 작곡                                                      | 편곡                                     | 재생 시간 |
| ------------ | ---------------------------------------------------- | ---------------- | --------------------------------------------------------- | ---------------------------------------- | --------- |
| 1.           | 〈수리수리 (Spellbound)〉                            | 유영진           | 유영진                                                    | 유영진                                   | 4:31      |
| 2.           | 〈Ten (10 Years)〉                                   | 유영진           | 유영진                                                    | 유영진                                   | 3:12      |
| 3.           | 〈Something〉                                        | 유영진           | 유영진, 유한진                                            | 유한진                                   | 4:01      |
| 4.           | 〈너의 남자 (Your Man)〉                             | 켄지             | 켄지, 김정배                                              | 켄지                                     | 3:07      |
| 5.           | 〈오늘밤 (Moonlight Fantasy)〉                       | 전간디           | Coach & Sendo, Alexander Holmgren                         | Coach & Sendo, Alexander Holmgren        | 3:35      |
| 6.           | 〈그 대신 내가 (Beside)〉                            | JQ               | Ricky Hanley, Albi Albertsson, Stephan Elfgren            | Mussashi                                 | 3:45      |
| 7.           | 〈Double Trouble〉                                   | 김부민           | Hitchhiker                                                | Hitchhiker                               | 3:44      |
| 8.           | 〈Off-Road〉                                         | 서지음           | Adam Nierow, Marc Joseph, Peter Habib, Yaroslav Vynnytsky | Mr. Fantastic, Mysto & Pizzi             | 3:32      |
| 9.           | 〈Heaven's Day (최강창민 Solo)〉                     | 최강창민         | DK, 신혁, Re:One, Sean Fenton                             | Re:One                                   | 3:43      |
| 10.          | 〈갈증 (Smoky Heart)〉                               | 서지음           | Brian Kennedy, Dewain Whitmore                            | Brian Kennedy, Dewain Whitmore           | 3:33      |
| 11.          | 〈Love Again〉                                       | 장연정           | 김태성, 앤드류 최, Sky Beatz                              | Sky Beatz                                | 3:52      |
| 12.          | 〈뒷모습 (Steppin')〉                                | 전간디           | 임광욱, Andrew Jackson, Martin Hedegaard                  | 임광욱, Andrew Jackson, Martin Hedegaard | 3:11      |
| 13.          | 〈Rise...〉                                          | 최강창민         | Jarkko Ehnqvist, Pessi Levanto, Martin Mulholland, Deez   | 이재명                                   | 4:40      |
| 14.          | 〈11월…그리고 (November With Love) (유노윤호 Solo)〉 | 유노윤호, 김우주 | 유노윤호, 진짜사나이                                      | 유노윤호, B.O.K, 진짜사나이              | 4:34      |
| 15.          | 〈항상 곁에 있을게 (Always With You)〉               | 황현, 신아녜스   | 황현                                                      | 황현                                     | 3:55      |
| 총 재생 시간 | 총 재생 시간                                         | 총 재생 시간     | 총 재생 시간                                              | 총 재생 시간                             | 56:55     |

### 수록곡 (리패키지 기준)
- 2번 트랙의 《Ten (10 Years)》에는 데뷔 10주년을 기념해 데뷔곡 "Hug"부터  "Catch Me"에 이르기까지 동방신기의 역대 히트곡들의 제목을 가사에 실었다.
- 15번 트랙의 《항상 곁에 있을게 (Always With You)》는 소녀시대의 "첫눈에... (Snowy Wish)"를 작곡한 작곡가 황현이 작사 (공동), 작곡한 곡으로 음원 공개에 앞서 《SMTOWN WEEK - Time Silp》 공연에서 선보인 바 있다.

## 방송 출연 목록
| 방영 일자        | 프로그램                                | 비고                              |
| ---------------- | --------------------------------------- | --------------------------------- |
| 음악 프로그램    |                                         |                                   |
| 2014년 1월 3일   | KBS 2TV 뮤직뱅크                        | TEN + Something                   |
| 2014년 1월 4일   | MBC 쇼! 음악중심                        | TEN + Something                   |
| 2014년 1월 5일   | SBS 인기가요                            | 인터뷰 + TEN + Something          |
| 2014년 1월 9일   | M! Countdown                            | TEN + Something                   |
| 2014년 1월 10일  | KBS 2TV 뮤직뱅크                        | Something                         |
| 2014년 1월 11일  | MBC 쇼! 음악중심                        | Something                         |
| 2014년 1월 12일  | SBS 인기가요                            | Something                         |
| 2014년 1월 16일  | M! Countdown                            | Something + 1위                   |
| 2014년 1월 17일  | KBS 2TV 뮤직뱅크                        | Something + 1위                   |
| 2014년 1월 18일  | MBC 쇼! 음악중심                        | Something + 1위                   |
| 2014년 1월 19일  | SBS 인기가요                            | Something + 1위                   |
| 2014년 2월 1일   | MBC 쇼! 음악중심                        | Something                         |
| 2014년 2월 2일   | SBS 인기가요                            | Something                         |
| 2014년 2월 7일   | KBS 2TV 뮤직뱅크                        | Something + 1위                   |
| 2014년 2월 8일   | MBC 쇼! 음악중심                        | Something                         |
| 2014년 2월 9일   | SBS 인기가요                            | Something                         |
| 2014년 2월 28일  | KBS 2TV 뮤직뱅크                        | 수리수리 (Spellbound)             |
| 2014년 3월 1일   | MBC 쇼! 음악중심                        | 수리수리 (Spellbound)             |
| 2014년 3월 2일   | SBS 인기가요                            | 수리수리 (Spellbound)             |
| 2014년 3월 4일   | SBS MTV 더 쇼                           | 인터뷰 + 수리수리 (Spellbound)    |
| 2014년 3월 5일   | MBC MUSIC 쇼 챔피언                     | 수리수리 (Spellbound) + Something |
| 2014년 3월 6일   | M! Countdown                            | 수리수리 (Spellbound)             |
| 2014년 3월 7일   | KBS 2TV 뮤직뱅크                        | 수리수리 (Spellbound)             |
| 2014년 3월 8일   | MBC 쇼! 음악중심                        | 수리수리 (Spellbound)             |
| 2014년 3월 9일   | SBS 인기가요                            | 수리수리 (Spellbound)             |
| 2014년 3월 16일  | SBS 인기가요                            | 수리수리 (Spellbound)             |
| 2014년 12월 27일 | MBC 쇼! 음악중심                        | Something                         |
| 2015년 1월 1일   | 2014 MBC 가요대제전                     | 수리수리 (Spellbound) + Something |
| 예능 프로그램    |                                         |                                   |
| 2014년 1월 16일  | M.net 와이드 연예뉴스                   | 오픈 스튜디오 토크                |
| 2014년 1월 19일  | KBS 2TV 대국민 토크쇼 안녕하세요        |                                   |
| 2014년 1월 26일  | KBS 2TV 개그콘서트 - 댄수다             |                                   |
| 2014년 3월 11일  | M.net 비틀즈코드 3D                     |                                   |
| 라디오 출연      |                                         |                                   |
| 2014년 1월 9일   | SBS 파워FM 두시탈출 컬투쇼              | 1부 - 컴백 스페셜                 |
| 2014년 1월 13일  | KBS Cool FM 이소라의 가요 광장          | 3~4부 (유노윤호 단독)             |
| 2014년 1월 14일  | SBS 파워FM 최화정의 파워 타임           | 2부 (유노윤호 단독)               |
| 2014년 1월 14일  | MBC 표준FM 신동의 심심타파              | (유노윤호 단독)                   |
| 2014년 3월 10일  | MBC FM4U 정오의 희망곡 김신영입니다     | 느닷없는 초대석                   |
| 2014년 3월 10일  | SBS 파워FM 박소현의 러브게임            | 3~4부                             |
| 2014년 3월 10일  | KBS Cool FM 슈퍼주니어의 키스 더 라디오 | 월요일 코너 - 코너를 지배하는 자  |
| 2014년 3월 12일  | KBS Cool FM 유인나의 볼륨을 높여요      | 수요일 코너 - 볼륨 초대석         |
| 2014년 3월 15일  | SBS 파워FM 정선희의 오늘 같은 밤        | 1부 - 정선희의 주변인             |

## 에피소드
- 동방신기는 앨범 발매를 앞두고 한·일 통산 음반판매량 1000만장을 기록하였으며, 이를 기념하기 위해 한국경제신문사에서 신문 전면광고를 기재하기도 하였다.[2]
- 타이틀곡인 《Something》이 공교롭게도 동시기에 앨범을 발표한 걸스데이의 타이틀곡 제목과 동일하다.[3]
- 후속곡 《수리수리 (Spellbound)》 활동 중 멤버 유노윤호가 발목 인대 부상을 당했다.[4]
- 동방신기는 군 입대 전의 대한민국에서 마지막 앨범이다.